# Contea di Leeton
La contea di Leeton è una Local Government Area che si trova nel Nuovo Galles del Sud. Essa si estende su una superficie di 1.167 chilometri quadrati e ha una popolazione di 11.929 abitanti. La sede del consiglio si trova a Leeton.